# كأس النرويج 1959
كأس النرويج 1959 (بالنرويجية: Norgesmesterskapet i fotball for menn 1959)‏ هو الموسم 54 من كأس النرويج. أشرف على تنظيمه اتحاد النرويج لكرة القدم، وفاز فيه نادي فيكينغ.